# رورشک (ولکره)
رورشک (ولکره) یکی از بخشهای کانتون سنت گالن  در کشور سوئیس است.